# Джамбуоно де Медичи
Джамбуòно де Мèдичи (на италиански: Giambuono de' Medici; * ок. 1131 или 1140, † 1192) е считан за родоначалник на Дом Медичи.

## Произход
Син е на Бернардо ди Потроне († 1047). Негов дядо е Боно ди Потроне, а негов прядядо – Медико ди Потроне.

## Биография
Историкът и генеалогът Помпео Лита Биуми споменава Джамбуоно, вероятно произхождащ от района на долината Муджело. Той съобщава, че в Сан Пиетро а Сиеве (днес част от Скарперия и Сан Пиетро), където Медичите са имали собственост, се е намирала църквата „Асунта“, в която е имало древен надпис на „свещеник Джамбуоно“, смятан за Медичи. Помпео Лита не го смята за родоначалник на Медичите, но вярва, че предположенията, наслоени през вековете, някои реални свидетелства, повторението на името, съобщавано на няколко пъти, са довели до това да определя Джамбуоно като прародител на дома. Въпреки че традицията на Медичите счита за истински прародител Медико ди Потроне и се считат за произхождащи от незаконен син на Карл Велики, няма сигурни документи за произхода на фамилията Медичи.

## Брак и потомство
Има две деца от неизвестна жена:
- Киарисимо I де Медичи (* ок. 1167, † ок. 1210), от него произлизат най-важните клонове на фамилията, включително клонът Салвестро ди Аверардо де Медичи
- Бонаджунта де Медичи († 1226), прародител на второстепенен клон, изчезнал през XV век.